# Album – Bilder eines Jahres
Album (Jahreszahl) – Bilder eines Jahres (z. B. Album 2025 – Bilder eines Jahres) ist ein seit 1981 jährlich vom ZDF ausgestrahlter Fernsehjahresrückblick.

## Inhalt
Aufgeteilt in zwölf von jahreszeitlichen Trailern eingeleitete Monatsblöcke werden Fernsehbilder der wichtigsten Ereignisse des Weltgeschehens gezeigt. Zuweilen werden auch wenig bekannte Kuriositäten präsentiert. Die Bilder werden durch einen Journalisten kommentiert, der aus dem Off spricht. Bekannt sind v. a. die zu Beginn und zum Abschluss der Sendung gezeigten Feuerwerksaufnahmen. Kultstatus erreichten zudem die in den 1980er Jahren verwendeten Animationstrailer zur Einleitung des jeweiligen Monats. Die Sendung bietet stets einen kompakten Jahresrückblick mit kritischen und zuweilen bissig-ironischen Kommentaren.
Im Abspann der Sendung wird allen Kameraleuten auf der Welt für ihren teilweise lebensgefährlichen Einsatz gedankt.

## Kommentatoren
Der Jahresrückblick wird von Nachrichtenredakteuren des ZDF kommentiert, die üblicherweise entweder zu den Moderatoren einer der heute-Sendungen oder des heute-journals gehören. Es folgt eine Übersicht der bisherigen Kommentatoren:
| Kommentator(en)                    | Zeitraum  |
| ---------------------------------- | --------- |
| Karlheinz Rudolph                  | 1981–1989 |
| Gert Anhalt und Steffen Seibert    | 1990      |
| Gert Anhalt                        | 1991–1992 |
| Eberhard Piltz                     | 1993–1997 |
| Helmut Reitze                      | 1998–2001 |
| Thomas Kausch                      | 2002–2003 |
| Marietta Slomka                    | 2004      |
| Normen Odenthal                    | 2005–2008 |
| Elmar Theveßen und Thomas Schmeken | 2009      |
| Elmar Theveßen                     | 2010      |
| Matthias Fornoff                   | 2011–2012 |
| Elmar Theveßen                     | 2013–2014 |
| Claudia Rüggeberg                  | 2015      |
| Elmar Theveßen                     | 2016      |
| Wulf Schmiese                      | 2017–2019 |
| Gert Anhalt                        | seit 2020 |

## Sendetermin
Bis etwa 1999 wurde Album – Bilder eines Jahres (bzw. eine aktualisierte Wiederholung) immer in den letzten beiden Dezembertagen gesendet. Danach wurde der Sendetermin vor Weihnachten gelegt (23. Dezember 2001, 18. Dezember 2005, 17. Dezember 2006, 21. Dezember 2008, 20. Dezember 2009, 19. Dezember 2010), ohne dass die Wiederholungen (auch auf ZDFinfokanal) aktualisiert wurden. Daher finden wichtige Ereignisse zum Jahresausklang mittlerweile keine Berücksichtigung mehr. So wurde die Tsunamikatastrophe vom 26. Dezember 2004 erst ein Jahr später bei Album 2005 erwähnt. Auch die Hinrichtung des irakischen Ex-Diktators Saddam Hussein am 30. Dezember 2006 blieb im Album 2006 unerwähnt. Über dieses Ereignis wurde aber wenige Tage später in der Wiederholung Anfang Januar 2007 berichtet. 2011 wurde das Album wieder später gesendet. Mit dem Termin am zweiten Weihnachtsfeiertag erzielte die Sendung die höchste Einschaltquote seit Jahren, sodass dieser Termin bis 2019 beibehalten wurde. 2020 lief das Album am 27. Dezember. 2021 kehrte es wieder auf den Sendeplatz am zweiten Weihnachtsfeiertag zurück.

## Musik
Über Jahre hinweg waren Vor- und Abspann mit dem Instrumentalstück Eric’s Theme des griechischen Komponisten Vangelis aus dem Film Die Stunde des Siegers (Originaltitel: Chariots of Fire) unterlegt. Die Monats-Animationen verwendeten das Stück Rêve der Vangelis-CD Opera Sauvage (1979).